# Cranichis ovata
Cranichis ovata är en orkidéart som beskrevs av Wickstr.. Cranichis ovata ingår i släktet Cranichis, och familjen orkidéer. Inga underarter finns listade i Catalogue of Life.